# Maldoror (gruppo musicale)
I Maldoror sono stati un duetto rumorista formato nel 1997 dal rumorista giapponese Merzbow e dal cantante statunitense Mike Patton. Il duo ha realizzato un solo album in studio, intitolato She e pubblicato nel 1999.

## Discografia
Album in studio
- 1999 – She